# & the Way She Likes It
& the Way She Likes It è il secondo EP della cantautrice Allison Weiss, autopubblicato il 10 ottobre 2008. È il suo primo lavoro da non solista, vedendo infatti la presenza di una band di supporto comprensiva di basso e batteria, ed il sound si sposta conseguentemente dal folk degli esordi verso uno stile più vicino all'indie rock. Non mancano tuttavia brani essenzialmente folk come The End.
Le canzoni I'm Ready e I Don't Want to Be Here erano già presenti sull'EP di debutto An Eight-Song Tribute to Feeling Bad & Feeling Better (2007), e figurano anche nell'album The Teenage Years del 2012.
In occasione del giorno di Natale del 2008 Allison ha reso disponibile l'EP in download gratuito da Bandcamp, suggerendo a chiunque lo scaricasse di masterizzarlo su un CD e regalarlo quindi a un proprio caro.

## Tracce
1. I'm Ready – 2:44
2. I Don't Want to Be Here – 3:06
3. The End – 2:52
4. Let Me Go – 3:05
5. The Disappearing Act – 3:53
6. Daybreak – 3:45

## Titolo e canzoni
Il titolo dell'EP può anche essere letto come un continuum tra nome dell'artista e titolo in sé, ovvero Allison Weiss & the Way She Likes It ("Allison Weiss e come piace fare a lei"), in analogia con il successivo album (Allison Weiss Was Right All Along).

### I'm Ready
Scritta nel 2006, "Era l'ultimo giorno di scuola prima della pausa primaverile. Stavo cercando di avvicinare questa persona che mi piaceva ed ero sicura di riuscirci, ma poi per quella settimana sono dovuta tornare a casa dai miei. Siamo andati a Miami e dato che dovevo ancora scoprire le gioie dell'alcool, mentre i miei amici uscivano e facevano festa io ero sulla spiaggia a scrivere questa canzone e volevo tornare a casa. Emo, vero?"

### I Don't Want to Be Here
Scritta nel 2006, "Era stata una brutta giornata e in qualche modo i miei amici mi avevano convinto ad andare in discoteca. In quel periodo andare a ballare in mezzo a tutti mi faceva sentire strana e fuori luogo. Ero lì in piedi in mezzo a un centinaio di persone ubriache e sudate e mi sentivo più sola che mai. A un certo punto vedo la persona che mi piaceva che ballava attaccata a una tizia strafiga. Ovviamente me ne sono andata e ho scritto questa canzone".

### The End
Scritta nel 2007, "Dopo essercisi lasciati, capita spesso che ci si dica di restare in contatto. Questa canzone parla appunto di quando ti lasci con qualcuno e ti dice "restiamo amici, eh?", e tu "sì, assolutamente!", ma poi puntualmente non succede".

### Let Me Go
Scritta nel 2008, "La sera in cui ho scritto questa canzone, mi ricordo che ero da sola nel mio appartamentino (come dico nel testo) e sono andata in centro per prendere una scatola di Froot Loops (dovevo scriverlo nel testo?). Non ero nel mio momento migliore... o forse sì?"

### The Disappearing Act
Scritta nel 2007, "Ho scritto questa canzone quando ero una ragazzina al secondo anno di college; ero nella mia stanza al dormitorio e mi chiedevo perché il ragazzo che mi piaceva non mi rispondeva. È una canzone che parla di quando non riesci a dormire la notte perché sai che c'è qualcosa che non va, ma non riesci a capire cosa. Sei confuso, spaventato, vorresti che qualcuno ti spiegasse cosa succede, ma questo qualcuno non c'è".

### Daybreak
Scritta nel 2007, "Questa canzone l'ho scritta in una lunga e calda estate passata ad Athens, in Georgia. Non mi ricordo se è una canzone d'amore o una d'addio. Forse entrambe le cose?"

## Artwork
La copertina del CD è una fotografia di un tavolo con due piatti ed una bibita. Sullo sfondo, due persone -di cui si vede solo una parte del busto- sono sedute e stanno mangiando.

## Formazione
- Allison Weiss - voce, chitarra, glockenspiel, pianoforte e produzione
- Donovan Babb - tastiera, batteria, percussioni, pianoforte e produzione
- Nate Nelson - produzione, ingegneria e mixaggio
- AJ Weiss - produzione
- Jeff Capurso - Masterizzazione